# Luis Pérez González
Luis Pérez González (25 agosto 1906 – 28 maggio 1963) è stato un calciatore messicano, di ruolo attaccante.

## Carriera

### Club
Ha esordito nella massima serie messicana col Germania nel 1926-1927. Dopo due stagioni giocò col Marte con cui vinse il campionato 1928-1929. Tra il 1929 e il 1938 giocò per il Necaxa con cui vinse quattro campionati messicani e una Coppa del Messico.

### Nazionale
Con la Nazionale messicana ha preso parte ai Mondiali 1930.

## Palmarès
- Campionato messicano: 5

Marte: 1928-1929
Necaxa: 1932-1933, 1934-1935, 1936-1937, 1937-1938
- Coppa del Messico: 1

Necaxa: 1935-1936